# James Lavery
James Lavery, född 3 mars 1929, död 25 september 2024, var en friidrottare från Kanada. Han deltog vid olympiska sommarspelen 1952.